# Arado Ar 68
L'Arado Ar 68 est un avion de chasse allemand de l'entre-deux-guerres. 
Dessiné en 1934 par Walter Blume pour succéder au Heinkel He 51  (qui lui-même remplaçait l'Arado Ar 65), il fut mis en service en 1936.
Il fut le dernier chasseur biplan utilisé par la Luftwaffe, puisqu'il fut retiré du service au début de la Seconde Guerre mondiale. 
À son entrée en service, cet appareil était contemporain du Gloster Gladiator et du Fiat CR.42 Falco.

## Description
Il s‘agissait d’un biplan à ailes inégales de construction mixte. La voilure était réalisée en contreplaqué avec revêtement entoilé, l’entreplan étant tenu par des mats profilés en N. Comme sur les précédents biplans Arado le bord de fuite du plan supérieur était occupé par des ailerons à fente et celui du plan inférieur par des volets. Le fuselage comprenait une poutre de section rectangulaire en tubes d’acier soudés, supportant des cadres de forme ovale tenant le revêtement, composé de panneaux détachables en alliage léger à l’avant, simplement entoilé à l’arrière. La dérive est caractéristique des productions Arado signées Walter Blume. Le train d'atterrissage était fixe, comportant 2 jambes cantilever à roues carénées et une roulette de queue.

## Versions
- Arado Ar 68a : Le prototype [D-IKIN] commença ses essais en vol à Warnemünde en 1934 avec un moteur 12 cylindres en V BMW VId de 750 ch au décollage et 550 ch en régime continu. Très maniable, le prototype n’affichait pas les performances attendues, le champ de vision vers l’avant laissait à désirer et les gaz d’échappement avaient tendance à s’accumuler dans le cockpit.

- Arado Ar 68b : Pour éviter le problème de l’accumulation des gaz d’échappement dans le cockpit, la solution fut proposée par Junkers et son nouveau moteur Jumo 210, dont les cylindres étaient disposés en V inversé. Accessoirement cette disposition autorisait un nouveau dessin du capot qui améliorait sensiblement la visibilité du pilote. Un des tout premiers Jumo 210A de série fut donc installé sur le second prototype [D-IVUS]. Ce moteur, imposé à Arado par le RWM alors que Walter Blume aurait préféré un Rolls-Royce Kestrel ou un Curtiss américain, ne développait que 610 ch, mais disposait d’un compresseur maintenant cette puissance jusqu’à 3 400 m. Le gros défaut du moteur était la conception de son système de refroidissement, très volumineux, qui entraînait une traînée excessive.

- Arado Ar 68c : Rapidement un nouveau radiateur fut redessiné, la traînée étant sensiblement réduite, et un échappement produisant une légère poussée résiduelle mis au point. L’ensemble fut donc monté sur le troisième prototype, qui prit l’air au cours de l’été 1935. Cet appareil [D-IBAS], qui devint rapidement Arado Ar 68 V3 en application du système de désignation des prototypes imposé par le RLM, fut aussi le premier à recevoir un armement, 2 mitrailleuses MG 17 de 7,92 mm installées à la partie supérieure du capot moteur (500 coups par arme). Après des essais d’armement satisfaisants et les performances étant conformes à celles attendues, cet appareil aurait dû être produit en série comme Ar 68C. Or la production du Jumo 210A était réservée en totalité par d’autres constructeurs, il fut nécessaire de s’orienter vers d’autres motorisations.

- Arado Ar 68d : Également connu comme Ar 68 V4, ce nouveau prototype [D-ITAR] revenait au moteur BMW VI, avec des résultats aussi décevants que le premier prototype.

- Arado Ar 68e : Walter Blume, qui ne désespérait pas d’obtenir des moteurs Junkers Jumo pour son chasseur, fit équiper ce dernier prototype [D-ITEP] d’un Jumo 210Da développant 690 ch au décollage et 550 ch en régime continu. L’Arado Ar 68 V5 servit de prototype à la série Ar 68E.

- Arado Ar 68E : Quand il fut enfin acquis que la Luftwaffe avait besoin de l’Arado Ar 68 et que le meilleur moteur pour cet avion était le Junkers Jumo, on commença enfin à livrer chez Arado des Jumo 210Da, puis des Jumo 210Ea, les appareils ainsi motorisés étant désignés Ar 68E-1 et E-2 respectivement. Outre les 2 mitrailleuses de capot, 6 bombes à fragmentation DC 10 de 10 kg pouvaient être emportées sous le fuselage, un système rarement utilisé en raison de la traînée engendrée.

- Arado Ar 68F : à cause du manque de moteurs Jumo, les premiers Ar 68 sortis d’usine reçurent un moteur BMW VI 7,5Z de 750 ch et entrèrent en service fin 1936. La production de ce modèle resta limitée.

- Arado Ar 68G : Projet de chasseur à haute altitude, abandonné tant en raison de l’impossibilité pour BMW de fournir un moteur adapté qu’en raison de l’arrivée du Bf 109.

- Arado Ar 68H : Arado Flugzeugwerke n’étant pas totalement convaincu que les chasseurs monoplan cantilever à aile basse avaient déjà détrôné les biplans, le développement de l’Ar 68 fut poursuivi avec un nouveau prototype [D-ISIX] qui reçut un moteur en étoile BMW 132Da (Pratt & Whitney R-1690 Hornet produit sous licence) de 850 ch, un poste de pilotage fermé par une verrière coulissante, et 4 mitrailleuses (2 MG 17 de capot et 2 MG 17 au plan supérieur). Chronométré à plus de 400 km/h, et capable de monter à 9 000 m, cet appareil n’avait pas d’avenir puisque le RLM avait décidé d’abandonner les chasseurs biplans, mais il fut utilisé dans le programme de développement des Ar 95 et Ar 197.

## Utilisateurs
AllemagneLa difficulté que rencontra Arado à imposer son chasseur à la Luftwaffe, on le constate avec le problème d’approvisionnement en moteurs, n’avait rien de fortuit. Successeur de l’Arado Ar 65, le Heinkel He 51, qui venait tout juste d’entrer en service, n’était pas un appareil facile à piloter, ne pardonnant rien à basse vitesse aux pilotes peu expérimentés. Le taux d’accidents était donc relativement élevé. Or pour lui succéder Walter Blume dessina une machine accusant une charge alaire supérieure, donc possédant une vitesse d’atterrissage plus élevée. Mais pour le reste les performances de l’Arado valaient bien celles du Heinkel et la maniabilité du premier était excellente. L’Ar 68 était aussi particulièrement robuste et facile à piloter grâce à une bonne hypersustentation, mais la Luftwaffe hésitait à commander un nouveau biplan, le Messerschmitt Bf 109 ayant commencé ses essais. Pour régler le problème Ernst Udet fit organiser une série de combats aériens l’opposant, à bord de l’Arado, à différents pilotes chevronnés utilisant le He 51. Or toutes les confrontations se terminèrent à l’avantage de l’Arado, virant plus court, grimpant plus vite et se révélant plus maniable dans tous les cas. L’affaire était donc entendue et les premiers Ar 68F entrèrent en service au cours de l’été 1936 au I.JG 134 Horst Wessel, puis au II.JG 131. Il était alors envisagé d’équiper 7 groupes de chasse sur Ar 68 et d’en maintenir 5 sur He 51, mais les piètres performances du biplan Heinkel en Espagne allaient accélérer son retrait au profit de l’Ar 68E. Les premières unités équipées de ce modèle furent les 2./JG 131 et 3./JG 135, suivis du III./JG 141 en 1938. Le 26 septembre 1938 ce biplan équipait la majorité des formations de chasse de la Luftwaffe, qui reçut au total 375 Ar 68E et 120 Ar 68F. À la même date elle n’avait pris livraison que de 171 Bf 109. Dès 1939 la plupart des Ar 68 furent relégués aux écoles de chasse. Quelques exemplaires apparurent dans les unités de chasse de nuit, comme le 10.(Nacht)/JG 53, 10.(N)/JG 72 et 11.(N)/JG 72.
Cet avion laissa un bon souvenir aux pilotes pour sa stabilité et sa maniabilité.
 État espagnolSi l’apparition des chasseurs soviétiques Polikarpov I-15 et I-16 en Espagne nécessita le transfert à la Légion Condor de Messerschmitt Bf 109B, 3 Ar 68E gagnèrent l’Espagne pour y être utilisés expérimentalement comme chasseurs de nuit, associés à un projecteur de poursuite. Opérant de La Sénia, en Catalogne septentrionale, ils furent ensuite remis aux Espagnols et affectés au Grupo 9 du Capitaine Javier Murcia. Immatriculés [9-1/2/3], ils participèrent aux missions d’appui tactique durant la bataille de l'Èbre et suivirent la progression des nationalistes espagnols en Catalogne début 1939. Ces appareils étaient toujours en état de vol en 1945, rebaptisés C-11.

### Développement lié
- Ar 64

### Aéronefs comparables
- Blériot-SPAD S.510
- Fairey Fantôme
- Fiat CR.32
- Fiat CR.42
- Gloster Gladiator
- Grumman F3F
- Heinkel He 51
- Kawasaki Ki-10